# Französisch-osttimoresische Beziehungen
Die Französisch-osttimoresische Beziehungen beschreiben das zwischenstaatliche Verhältnis von Frankreich und Osttimor.

## Geschichte

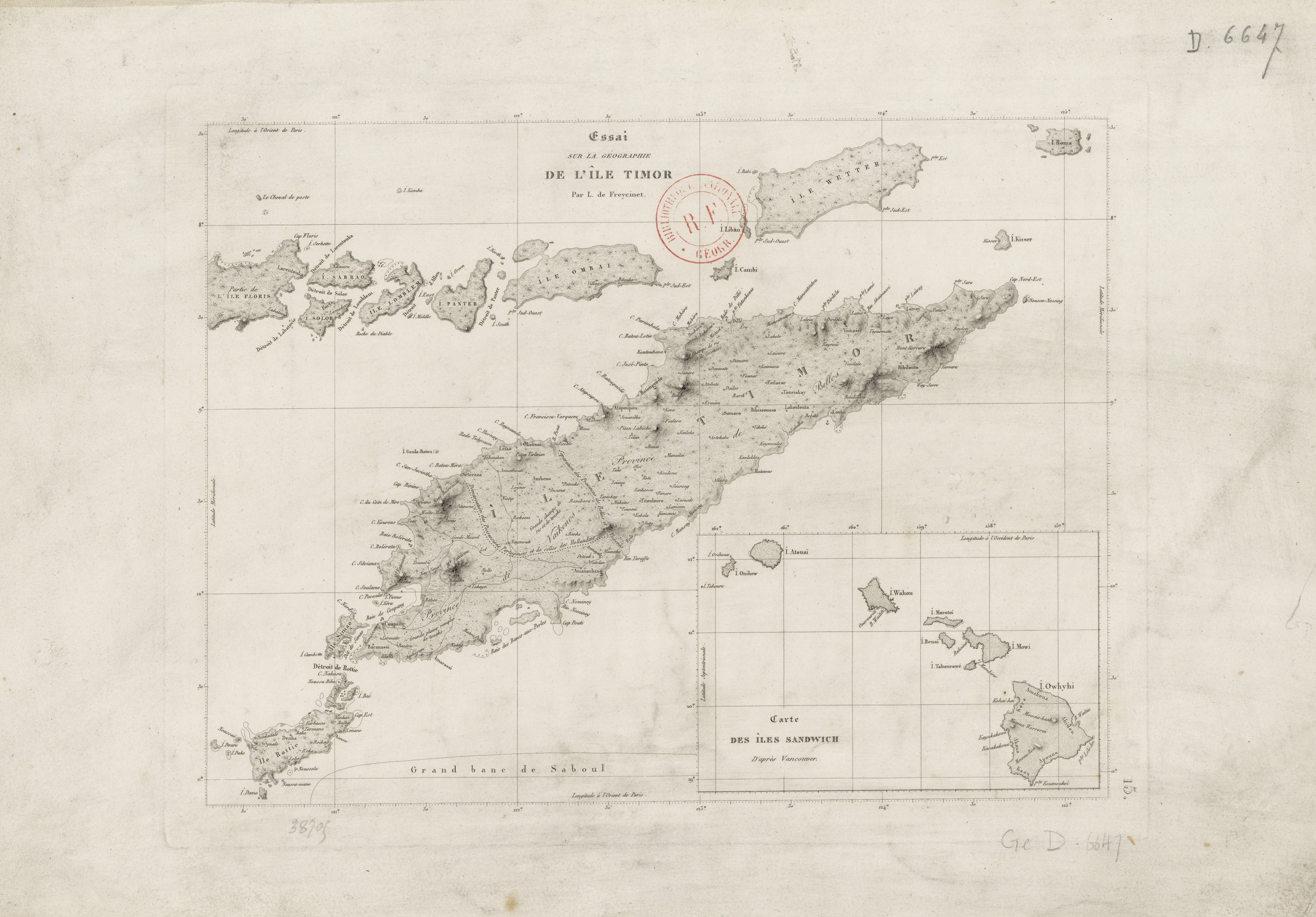
Karte von Timor und den Sandwichinseln von Freycinet (1820)

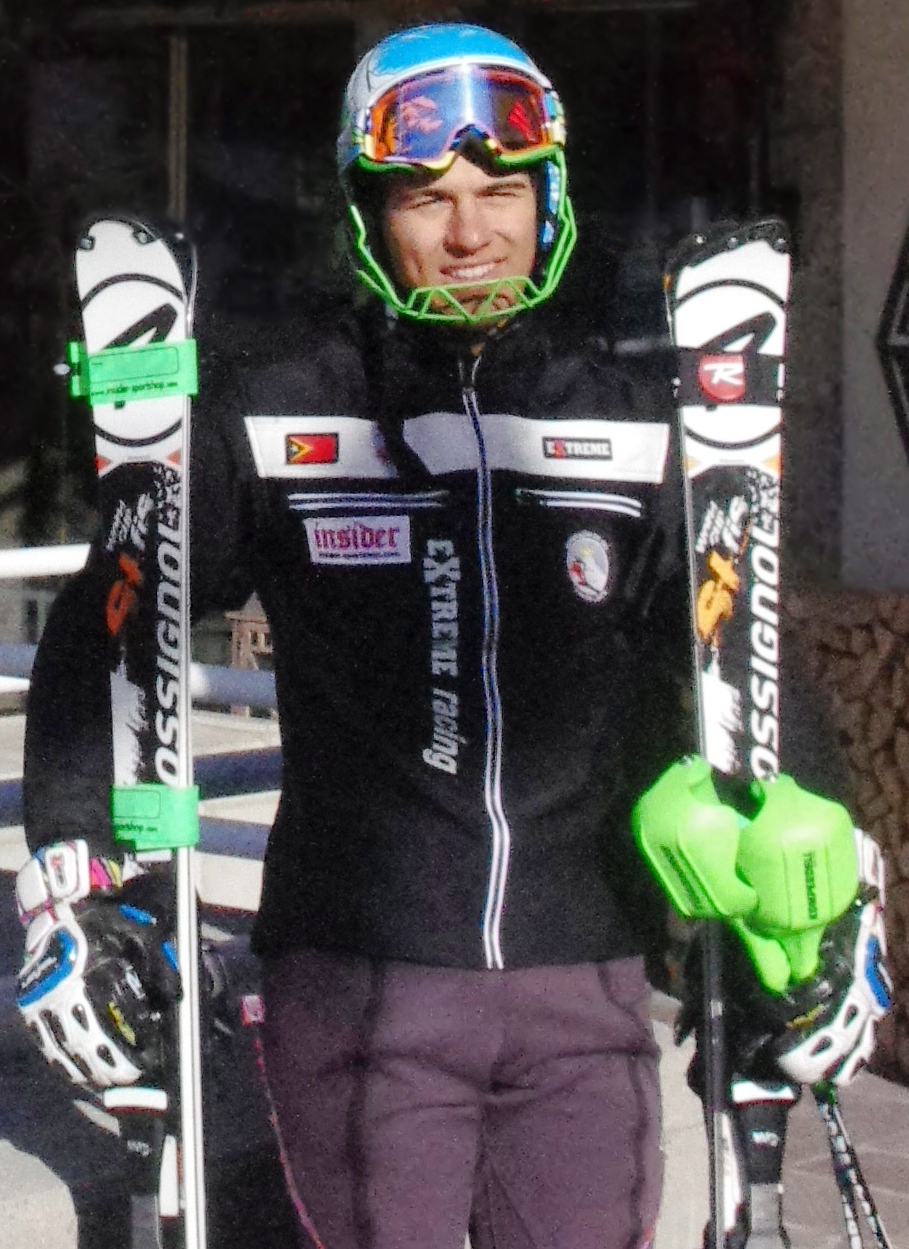
Yohan Goutt Goncalves (2014)

1772 besuchte der französische Admiral François Étienne de Rosily-Mesros Timor. Ihm folgte 1801/02 die Baudin-Expedition. Louis de Freycinet verfasste dabei eine Übersicht über die „Königreiche der Insel Timor“. Dann kamen 1820 die Uranie unter dem Kommando von Louis de Freycinet und 1823 und 1840 Jules Dumont d’Urville. Der französische Segler und Schriftsteller Alain Gerbault starb 1941 in Dili und ist auf dem Friedhof Santa Cruz beerdigt.
Mit der Association de Solidarité avec Timor-Oriental (ASTO), Agir Pour Timor und Les Productions du Crocodile gab es in Frankreich mehrere Nichtregierungsorganisation, die sich für die Unabhängigkeit Osttimors von Indonesien einsetzten. Frankreich beteiligte sich 1999 an den Internationalen Streitkräften Osttimor (INTERFET).
1999 wurde der Franzose Jean-Christian Cady stellvertretender Sonderbeauftragter für die Übergangsverwaltung der Vereinten Nationen für Osttimor (UNTAET). Am 12. Juli 2000 übernahm Cady das Amt des Ministers für Polizei und Notdienste in der I. Übergangsregierung Osttimors, die aus internationalen und osttimoresischen Mitgliedern bestand. Sie wurde am 20. September 2001 von der II. Übergangsregierung Osttimors abgelöst, der, abgesehen von Administrator Sérgio Vieira de Mello, nur noch Osttimoresen angehörten.
Die beiden Länder nahmen mit der Entlassung Osttimors in die Unabhängigkeit 2002 diplomatische Beziehungen auf. Osttimors Staatspräsident Xanana Gusmão besuchte Frankreich 2003 und 2006, Außenminister José Luís Guterres kam 2007. Frankreich unterstützt Osttimor in erster Linie im Bereich Rechtsstaatlichkeit, der Ausbildung von Journalisten und bei der Sicherheit von Regierungsgebäuden.
Im Dezember 2019 trugen mehrere Forscher in der französischen Nationalversammlung einen Vortrag über das kulturelle Erbe von Osttimor vor. Die Initiative ging von der parlamentarischen Freundschaftsgruppe Frankreich–Osttimor, unter der Leitung der französischen Abgeordneten Pascale Boyer, und dem Verband Frankreich–Osttimor unter dem Vorsitz von Carlos Semedo aus.
In Osttimor leben etwa 40 Personen mit französischen Pass.
Es gibt auch eine kleine, aber starke osttimoresische Gemeinschaft, die auch in Frankreich lebt.

## Diplomatie

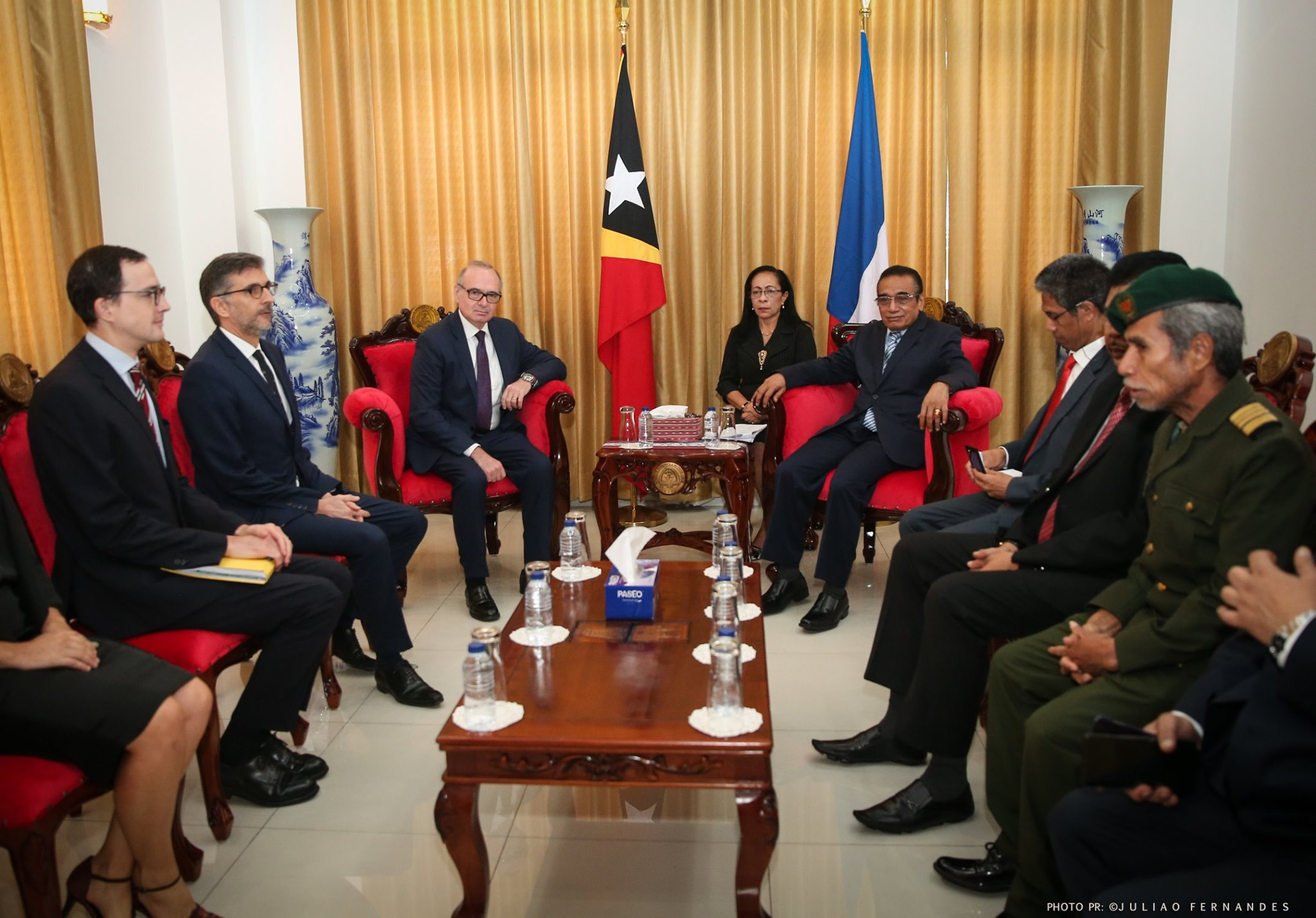
Frankreichs Botschafter Olivier Chambard bei Präsident Francisco Guterres (2020)

Osttimor unterhält keine diplomatische Vertretung in Frankreich. Zuständig ist der osttimoresische Botschafter in Brüssel.
In Dili befindet sich im Casa Europa das Bureau de la Coopération Française de l’Ambassade de France. Die für Osttimor zuständige Botschaft Frankreichs befindet sich im indonesischen Jakarta. Hervé Ladsous, der erste französische Botschafter für Osttimor wurde am 6. Dezember 2002 akkreditiert.
Von 2012 bis 2016 war die Französin Sylvie Tabesse Botschafterin der Europäischen Union in Osttimor.

## Wirtschaft
Laut dem Statistischen Amt Osttimors exportierte Frankreich 2018 nach Osttimor Handelsgüter im Wert von 3.164.000 US-Dollar (2016: 396.000 US-Dollar). Es lag damit auf Platz 16 (2016: Platz 26) der Rangliste der Importeure Osttimors. Relevante Exporte von Osttimor nach Frankreich wurden für 2018 nicht registriert, dafür aber Reexporte im Wert von 8.581.000 US-Dollar (2016: 122.747 US-Dollar), womit Frankreich an der Spitze steht.

## Einreisebestimmungen
Staatsbürger Osttimors sind von der Visapflicht für die Schengenstaaten befreit. Auch französische Staatsbürger genießen Visafreiheit in Osttimor.

## Sport
Der Franco-Timorese Yohan Goutt Goncalves startete 2014 in Sotschi als erster Athlet für Osttimor bei den Olympischen Winterspielen. Auch bei den Olympischen Winterspielen 2018 in Pyeongchang startete er für Osttimor.